# Gilberto Bernardini
Gilberto Bernardini (Fiesole, 28 agosto 1906 – Fiesole, 4 agosto 1995) è stato un fisico italiano.

## Biografia e carriera
Laureatosi con lode in fisica all'Università di Pisa nell'A.A. 1927-28 con Luigi Puccianti, quale allievo pure della Scuola Normale Superiore di Pisa a partire dal 1923, subito dopo trovò un primo impiego presso una ditta di costruzioni ottico-meccaniche di Firenze associata anche all'Istituto Nazionale di Ottica di Firenze, dove rimase fino al 1930, insegnando, al contempo, presso il locale liceo scientifico. 
Nel 1930, assunse l'incarico di assistente di meccanica razionale all'Università di Firenze, quindi, nel 1931, quello di fisica sperimentale, collaborando con Giuseppe Occhialini, nel gruppo di ricerca diretto da Bruno Rossi, allo sviluppo di nuove tecniche e strumenti per la ricerca di particelle atomiche.
Negli anni che vanno dal 1934 al 1937, con una borsa di studio dell'Accademia Nazionale dei Lincei, si trasferì in Germania, dove studiò presso la Società Kaiser Wilhelm di Berlino, con Otto Hahn e Lise Meitner.
Tornato in Italia, dopo aver conseguito la libera docenza, fu nominato professore all'Università di Camerino nel 1937, dopodiché passò a Bologna, insegnandovi fisica sperimentale dal 1938 al 1946. Ivi divenne ordinario di fisica sperimentale nel 1941, e fu direttore dell'Istituto di Fisica fino al 1946. In quegli anni, fondò una scuola italiana sui raggi cosmici, promuovendo la costruzione e dirigendo il programma di ricerca dei laboratori della Testa Grigia, a 3500 metri di quota, a Cervinia.
Nel dopoguerra, passò all'Università di Roma, dove ricoprì prima la cattedra di spettroscopia e poi quella di fisica sperimentale. Qui, con grande vitalità e spirito d'iniziativa, assieme a Edoardo Amaldi, si fece promotore della ripresa della ricerca fisica in Italia. Nel 1964 passò a Pisa, insegnando presso l'università e la Scuola Normale Superiore, fino al ritiro, avvenuto nel 1977, quindi la nomina a professore emerito.
È stato caposcuola del gruppo italiano di ricerca sui raggi cosmici. In questo campo, si distinguono i suoi lavori sugli sciami elettromagnetici, sul decadimento dei muoni, sulla teoria dei processi moltiplicativi, nonché sullo studio della fotoriproduzione dei pioni. Diede inoltre notevoli contributi alla fisica nucleare e alla fisica delle particelle elementari.
Nel 1949, si recò, su invito, negli Stati Uniti, come professore visitatore prima alla Columbia University poi, dal 1951 al 1956, a Urbana (Illinois) e a Chicago, dove, come research full professor, compì importanti studi sui pioni. Nel 1951, ritornato in Italia ma mantenendo ancora i contatti con gli Stati Uniti, contribuì a fondare l'Istituto Nazionale di Fisica Nucleare, divenendone il primo presidente fino al 1959.
In questo periodo, promosse l'avviamento, in Italia, di un nuovo programma di ricerca nel campo della fisica subnucleare, dando il via alla costruzione (dal 1953 al 1958) dei laboratori di Frascati, creandovi, assieme a Giorgio Salvini, il primo elettrosincrotrone da 1100 Mev, che fu allora, per un certo periodo, il più potente al mondo. Attorno a loro, si costituì un valido e preparato gruppo italiano di fisici e ricercatori, di Pisa e Roma, tra i migliori al mondo, portando la scuola italiana di Fisica ai maggiori livelli internazionali.
Dal 1957 al 1964, fu anche Direttore delle Ricerche del CERN di Ginevra e del gruppo di ricerca del protosincrotone, dal 1957 al 1960. In questi anni, diresse, tra l'altro, il gruppo di ricerca di cui faceva parte pure Antonino Zichichi, coinvolto in prima persona, assieme ad altri validi fisici stranieri, in importanti progetti di ricerca in fisica delle alte energie; fra questi, quello cruciale che porterà alla scoperta dell'antimateria.
È stato poi presidente della Società Italiana di Fisica (SIF) dal 1962 al '66 e, nel 1968, è stato uno dei fondatori e primo presidente dell'European Physical Society (EPS), fino al 1970. È stato socio dell'Accademia Nazionale dei Lincei dal 1949, delle Accademie delle Scienze di Bari, Modena e Bologna, dell'Accademia dei XL dal 1970, dell'American Physical Society (AIP) e dell'Institute of Physics (IOP) di Londra. È stato anche vice-presidente dell'Istituto dell'Enciclopedia Italiana.
Dal 1964 al 1977, diresse pure la Scuola Normale Superiore, con una lungimirante gestione che permise, tra l'altro, la chiamata di altri validi docenti, l'apertura di nuovi laboratori scientifici e di ricerca interni alla Scuola, nonché l'istituzione di nuovi indirizzi di studio sia per la classe di lettere che per quella di scienze.
Ottenne molti premi, riconoscimenti ed onorificenze, tra cui la medaglia d'oro della Società Italiana di Fisica (SIF), che ha poi istituito un premio annuale per giovani ricercatori a lui dedicato, la medaglia Augusto Righi nel 1955, la Tate Medal della European Physical Society (EPS) nel 1971, la medaglia d'oro dei Benemeriti della Scuola, della Cultura e dell'Arte nel 1965, la laurea ad honorem da parte dell'Università di Rochester e, nel 1974, l'onorificenza francese della Legion d'Honneur, il titolo che più amava.
Dopo il pensionamento, si ritirò nella sua amata campagna toscana, in località "La Romola" (presso San Casciano in Val di Pesa), non lontano dalla sua precedente residenza di "Brucianesi" (presso Lastra a Signa), pur continuando a seguire ed esser partecipe, con lucidità e passione, degli sviluppi della fisica, in particolare la fisica delle alte energie, alla quale aveva dedicato una vita intensa di ricerca e di dirigenza organizzativa. Le sue ceneri riposano accanto a quelle della moglie Nella nel cimitero di Trespiano, non lontano dal suo borgo natale.

## Opere
- Introduzione allo studio della relatività ristretta, Pubblicazioni dell'Istituto di Fisica, Firenze, 1933.
- Appunti di fisica, Tipografia G. Filippini, Firenze, 1934.
- Esercizi di fisica, Tipografia G. Filippini, Firenze, 1934.
- Lezioni di fisica sperimentale, Tipografia G. Filippini, Firenze, 1937.
- Fisica sperimentale, Tipografia R. Pioda, Roma, 1940 (con successive edizioni).
- Questioni di fisica (con G. Gentile jr., G. Polvani, G.C. Wick), Parte I, Volume I, G.C. Sansoni Editore, Firenze-Roma, 1947.
- Guida alle esercitazioni pratiche di fisica sperimentale (con E. Pancini e S. Petralia), Libreria Universitaria editrice, Bologna, 1950.
- Fisica generale, Parte I, Libreria Eredi Virgilio Veschi, Roma, 1964 (con successive edizioni).[13]
- Complementi di fisica generale, ETS, Pisa, 1965 (con successive edizioni).
- Che cosa ha veramente detto Galileo (con Laura Fermi), Casa Editrice Astrolabio-Ubaldini Editore, Roma, 1969.
- Perché la fisica, Editrice La Scuola, Brescia, 1984.